# Astrid North

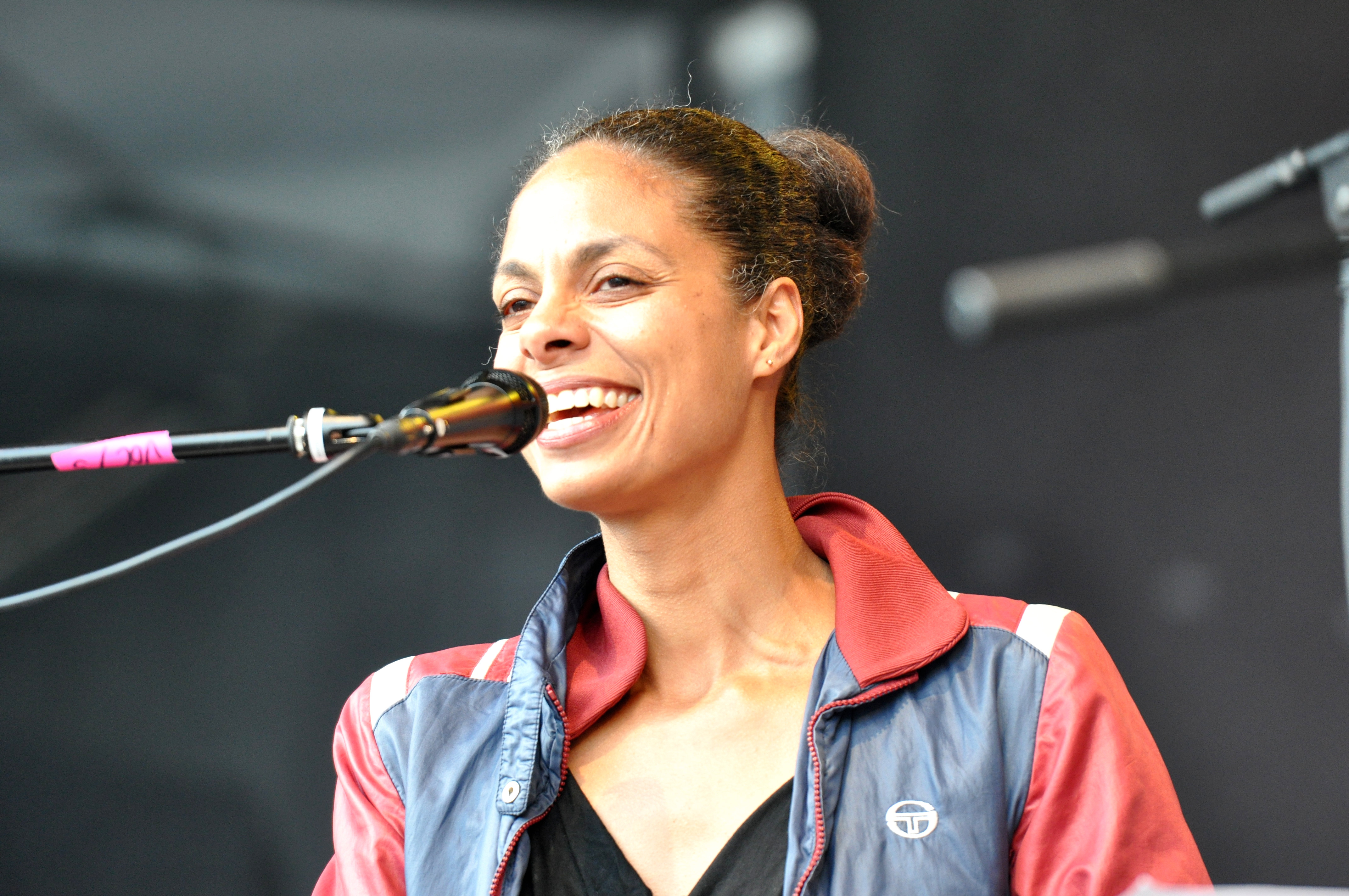
Astrid North 2015 beim Bardentreffen in Nürnberg

Astrid North (* 24. August 1973 in Berlin als Astrid Karina North Radmann; † 25. Juni 2019 ebenda) war eine deutsche Soulsängerin. Sie war die Sängerin der deutschen Bands Cultured Pearls, mit der sie fünf Alben einspielte, und Soulounge, mit der sie drei Alben veröffentlichte. Außerdem war sie gemeinsam mit dem amerikanischen Sänger Gabriel Gordon auf Tour.

## Leben
Ihre ersten Erfahrungen als Sängerin machte North mit der Schülerband Colorful Dimension in Berlin. Im März 1992 lernte sie B. La und Tex Super kennen, die damals an der Hochschule für Musik und Theater Hamburg studierten und eine Sängerin für ihre Band Cultured Pearls suchten. Das Trio platzierte sich mit vier Singles und vier Alben in den deutschen Charts.
Im Jahr 1994 erschien auf einer Kompilation des Labels Soulciety der Song Listen to me gesungen von Astrid North mit Dirty Dirk Experience. Im selben Jahr sang North auch für die Dance-Pop-Band Big Light auf deren Hit-Single Trouble Is. 1996 war sie zu Gast beim Side-Projekt Little Red Riding Hood der Fury-in-the-Slaughterhouse-Brüder Kai und Thorsten Wingenfelder, aus dem neben dem kompletten gleichnamigen Album die Auskopplung Life’s Too Short resultierte.
Das von North getextete und gesungene Sleepy Eyes kommt im Soundtrack des Films Tor zum Himmel (2003) von Regisseur Veit Helmer vor. 2003 trat sie bei dem Festival Das Fest in Karlsruhe auf und sang dort neben eigenen Liedern zusammen mit Sasha eine Coverversion des Aerosmith-Hits Walk This Way.
2005 machte sie beim Benefiz-Projekt Home mit, das zu Gunsten der vom Seebeben im Indischen Ozean und der darauffolgenden Flutkatastrophe betroffenen Waisen der „Beluga School of Life“ in Thailand ein Album produziert hat. Daran waren (neben den Waisenkindern selbst) auch Gitarrist Henning Rümenapp (Guano Apes), Kai Wingenfelder (Fury in the Slaughterhouse), Maya Saban und weitere beteiligt. Außerdem nahm sie zusammen mit Bobby Hebb eine neue Version seines Klassikers Sunny auf, welche zum Jubiläum des Stücks 2016 neu aufgelegt wurde.
2006 sang North die Stücke My Ride, Spring Is Near und No One Can Tell auf dem Album The Ride von Basic Jazz Lounge, einem Projekt des Jazztrompeters Joo Kraus. Daneben war sie als Workshopdozentin am Popkurs der Hochschule für Musik und Theater Hamburg tätig.
Im Frühjahr 2010 trat sie im Vorprogramm der Fakebling-Tour von Miss Platnum auf. Der Spiegel bezeichnete sie als eine der „Leading Ladys der hiesigen Soulszene“. Am 20. Juli 2012 erschien ihr Solo-Debütalbum North.
Am 16. September 2016 erschien ihr zweites Soloalbum Precious Ruby, welches ihrer Großmutter gewidmet ist. Die erste Singleauskopplung daraus ist Miss Lucy.
Astrid North war Mutter zweier Kinder; ihre Tochter wurde 2001 geboren, ihr Sohn 2006.
Sie starb im Juni 2019 im Alter von 45 Jahren an den Folgen von Bauchspeicheldrüsenkrebs.

## Diskografie
Solo
- 2005: Sunny (Single, Bobby Hebb feat. Astrid North)
- 2012: North (Album, 20. Juli 2012)
- 2016: Sunny (Compilation, Bobby Hebb feat. Astrid North)
- 2016: Precious Ruby (Album, 16. September 2016)

als Gastmusikerin
- 1994: Trouble Is – Big Light (Single)[4]
- 1996: Life’s Too Short – Little Red Riding Hood (Single)
- 2006: Basic Jazz Lounge: The Ride – Joo Kraus (Album)